# Gerhard Ganter
Hans Gerhard Ganter (* 18. Oktober 1945 in Oberhausen (Rheinhausen)) ist ein deutscher Jurist. Er war bis zum 31. Oktober 2010 Vorsitzender Richter am Bundesgerichtshof. 

## Werdegang
1972 wurde Ganter mit der Untersuchung Die Spruchpraxis der Europäischen Kommission für Menschenrechte auf dem Gebiet des Strafvollzuges von der Universität Freiburg im Breisgau zum Dr. iur. promoviert.
Nach dem Studium der Rechtswissenschaft und dem Rechtsreferendariat trat Ganter 1974 in den höheren Justizdienst des Landes Baden-Württemberg ein. Dort war er zunächst als Richter auf Probe beim Landgericht Freiburg und anschließend bei der Staatsanwaltschaft Offenburg tätig. 1975 bis 1978 wurde er an das Justizministerium Baden-Württemberg abgeordnet, wo er als Pressereferent und Persönlicher Referent des Justizministers wirkte. Anschließend war er am Landgericht Freiburg als Richter tätig. 1983 wurde Ganter zum Richter am Oberlandesgericht Karlsruhe ernannt, nachdem er bereits ein Jahr zuvor dorthin abgeordnet geworden war. Ganter gehörte hier dem 4. Zivilsenat in Freiburg an. Nach einer erneuten Abordnung an das baden-württembergische Justizministerium ab 1988 wirkte Ganter als Richter am Oberlandesgericht Stuttgart. Im Juli 1991 folgte die Ernennung zum Richter am Bundesgerichtshof. Hier wurde er dem unter anderem für das Insolvenzrecht zuständigen IX. Zivilsenat zugeordnet. 2004 wurde er stellvertretender Vorsitzender dieses Senats. 
Im April 2008 wurde Ganter zum Vorsitzenden Richter am Bundesgerichtshof ernannt. Zugleich wurde er Vorsitzender des IX. Zivilsenats und des Senats für Patentanwaltssachen sowie stellvertretender Vorsitzender im Senat für Anwaltssachen.
Mit dem Erreichen der Altersgrenze Ende Oktober 2010 trat er in den Ruhestand.
Ganter ist verheiratet und hat zwei Kinder.

## Nachweise
1. ↑  Pressemitteilung des Bundesgerichtshofs Nr. 64/2008 vom 2. April 2008
2. ↑  Pressemitteilung des Bundesgerichtshofs Nr. 207/2010 vom 29. Oktober 2010